# アーサー・エドワード・ウェイト

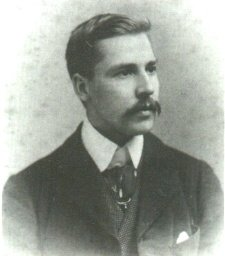
Arthur Edward Waite

アーサー・エドワード・ウェイト（Arthur Edward Waite、1857年10月2日 - 1942年5月19日）は、隠秘学、秘教、魔術に関する多数の著書を執筆した文筆家。ウェイト版タロットの制作者として著名。隠秘学結社「黄金の夜明け団」等に所属していたが、儀式魔術からは距離を置いていた。
アメリカ合衆国に生まれイギリスに育ち、1891年1月に黄金の夜明け団に加入した。しかし1893年に説明もなく退団し、のちの1896年に復帰している。また、1902年に英国薔薇十字協会にも加入した。黄金の夜明け団はその後内部抗争から分裂し、ウェイトとM・W・ブラックデンは（黄金の夜明け団創立時の最初のテンプルと同名の）イシス＝ウラニア・テンプルを結成、儀式魔術を否定してキリスト教神秘主義色を強めた修正儀式を施行した。1914年にウェイトは自分の率いた黄金の夜明け団分派を去り、その翌年、キリスト教神秘主義を掲げる「薔薇十字友愛団」 (Fellowship of the Rosy Cross) を結成した。その時点でオリジナル黄金の夜明け団からの分派は6つばかり残存していたが、結局黄金の夜明け団がその後復活することはなかった。
ウェイトは隠秘学関係の著作を数多く執筆した。その題材は占い、薔薇十字、フリーメイソン、黒魔術と儀式魔術、 カバラ、錬金術などであった。ウェイトはまた、いくつかの重要な隠秘学や錬金術に関する著作を翻訳し、再版した。聖杯に関するウェイトの著作は、友人であったアーサー・マッケンに影響されたもので、とりわけ注目に値する。ウェイトの著作のうちいくつかは近年になっても出版されている。『儀式魔術の書』 (The Book of Ceremonial Magic)、『聖なるカバラ』 (The Holy Kabbalah)、『フリーメーソン新百科』 (A New Encyclopedia of Freemasonry) といった書物である。
ウェイトは、ウェイト版タロットの共同制作者として、またその解説書『タロット図解』 (The Pictorial Key to the Tarot) の著者として、最もよく知られている。この書は22枚の大アルカナだけではなく、78枚のカード全てを挿絵付きで説明した初めてのものとして注目に値する。カードのイラスト作製は黄金の夜明け団のパメラ・コールマン・スミスが行った。初版は1909年である。